# Tatsugo Kawaishi
Tatsugo Kawaishi (Japón, 10 de diciembre de 1911-17 de marzo de 1945) fue un nadador japonés especializado en pruebas de estilo libre, donde consiguió ser subcampeón olímpico en 1932 en los 100 metros.
Falleció en combate durante la Batalla de Iwo Jima de la Segunda Guerra Mundial.

## Carrera deportiva
En los Juegos Olímpicos de Los Ángeles 1932 ganó la medalla de plata en los 100 metros estilo libre, con un tiempo de 58.6 segundos, tras su compatriota el también japonés Yasuji Miyazaki (oro con 58.2 segundos) y por delante del estadounidense Albert Schwartz.